# Lamentowe Góry
Lamentowe Góry (tyt. oryg. The Mountains of Mourning) – mikropowieść science fiction z elementami kryminału z 1989 r., autorstwa amerykańskiej pisarki Lois McMaster Bujold, część Sagi Vorkosiganów. W Polsce opublikowana najpierw w miesięczniku Nowa Fantastyka (numery 02-03/1994), a następnie wydana w zbiorze Granice nieskończoności.
Opowiadanie otrzymało najważniejsze nagrody w literaturze fantastycznej: Hugo (1990) i Nebulę (1989), obydwie w kategorii "opowiadanie".

## Fabuła
Do posiadłości Vorkosiganów, Vorkosigan Surleau, dociera młoda kobieta z zapadłej wsi Silvy Vale. Chce skorzystać z prawa przysługującego każdemu poddanemu lorda i złożyć skargę. Jej nowonarodzone dziecko prawdopodobnie zostało zamordowane, a matka podejrzewa o zbrodnię własnego męża. Mała dziewczynka urodziła się bowiem z tzw. "zajęczą wargą", co w zacofanym świecie Barrayaru tępione jest jako mutacja. Lord Aral Vorkosigan jako swój "głos" wysyła do wsi syna, Milesa, dla którego będzie to pierwsze zmierzenie się z obowiązkami lordowskimi. Sprawa jest dla niego o tyle trudna, że sam Miles wygląda jak mutant – jest karłem z krzywymi nogami. Na miejscu Miles przeprowadza klasyczne dochodzenie policyjne, opierające się na psychologicznych sztuczkach. Musi zmierzyć się nie tylko z wieloletnimi uprzedzeniami i zabobonami, ale i z zamachem na swoje życie. Mordercą okazuje się nie ojciec dziewczynki, ale jego matka, kobieta z mroczną przeszłością, wcześniej wielokrotna morderczyni także swoich dzieci, w jej oczach nie do końca spełniających surowe wymogi poprawności fizycznej. Miles wydaje na morderczynię surowy wyrok, a młodych zachęca do kształcenia się w stolicy prowincji. Poświęca także swoje prywatne dochody na zakup nowoczesnego wyposażenia dla wioski.